# Amt Lieberose/Oberspreewald
L'Amt Lieberose/Oberspreewald è una comunità amministrativa della Germania, nello stato del Brandeburgo. Comprende otto fra città e comuni.

## Storia
L'Amt Lieberose/Oberspreewald venne istituito nel 2003 dalla fusione dell'Amt Lieberose e dell'Amt Oberspreewald.

## Suddivisione
L'Amt Lieberose/Oberspreewald comprende la città di Lieberose e i comuni di Alt Zauche-Wußwerk, Byhleguhre-Byhlen, Jamlitz, Neu Zauche, Schwielochsee, Spreewaldheide e Straupitz.